# Polly Draper
Polly Draper (Indiana, 15 giugno 1955) è un'attrice, regista e drammaturga statunitense.

## Filmografia parziale

### Cinema
- Sette minuti in Paradiso (Seven Minutes in Heaven), regia di Linda Feferman (1985)
- The Tic Code, regia di Gary Winick (1998)
- Effetti collaterali (Side Effects), regia di Steven Soderbergh (2013)
- Shiva Baby, regia di Emma Seligman (2020)

### Televisione
- Un salto nel buio (Tales from the Darkside) – serie TV, episodio 4x06 (1987)
- In famiglia e con gli amici (Thirtysomething) – serie TV, 85 episodi (1987-1991)
- Detective Monk (Monk) – serie TV, episodio 1x10 (2002)
- Law & Order: Criminal Intent – serie TV, episodio 1x21 (2002)
- Too Young to Marry, regia di Michel Poulette – film TV (2007)
- First Kill – serie TV, 3 episodi (2022)

## Riconoscimenti
- Emmy Award
  - 1988 – Candidatura alla miglior attrice per In famiglia e con gli amici

## Doppiatrici italiane
Nelle versioni in italiano delle opere in cui ha recitato, Polly Draper è stata doppiata da:
- Anna Radici in Law & Order: Criminal Intent
- Roberta Greganti in Detective Monk
- Claudia Balboni in In famiglia e con gli amici
- Anna Rita Pasanisi in Effetti collaterali
- Mirta Pepe in Billions